# Heterocronia

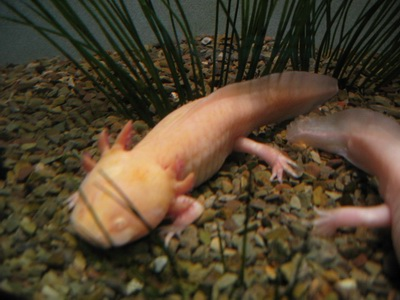

L'heterocronia en biologia del desenvolupament abasta tot aquells canvis en el ritme dels processos ontogènics que donen lloc a transformacions de la forma i la mida dels éssers vius. En aquest procés es distingeixen dos components fonamentals: (i) el començament i el final del procés; i (ii) el ritme en el qual aquest es produeix. El terme heterocronia és relatiu: un procés de desenvolupament dins una espècie nomé pot ser descrit com eterocrònic en relació al mateix procés en una altra espècie (considerada com l'estat basal o ancestral) que opera amb diferents temps de començament i fi, i/o a diferents ritmes.

## Història
El terme heterocronia va ser encunyat per Ernst Haeckel per a referir-se a una de les excepcions de la recapitulació. El primer desenvolupament sistemàtic de la teoria de l'heterocronia és obra de Gavin de Beer (1930, 1940, 1951, 1958), que va estar influït pel descobriment de Richard Goldschmidt sobre que els gens podien afectar les taxes dels processos de desenvolupament i fisiològics (Goldschmidt, 1918, 1938). Si els gens controlaven aquestes taxes i si el desenvolupament està vinvulat a l'evolució, aleshores l'heterocronia podia ser un mecanisme evolutiu important. El 1977 Stephen Jay Gould recuperà la teoria de De Beer en el seu model del rellotge. El 1979 en un article publicat junt a Pere Alberch, David B. Wake i Oster, es formulà matemàticament el model conceptual en la següent equació diferencial:
On α indica l'instant en el qual comença el creixement, β el de la fi del creixement i la diferenciació, κ la taxa de creixement i S0 la mida inicial a l'edat α.

## Resultats fenotípics de l'heterocronia
La heterocronia és el mecanisme pel qual s'obtenen diferents resultats fenotípic:
- Neotènia
- Pedomorfosis
- Gerontomorfosi